# William Gott
William Henry Ewart Gott (Leeds, 13 agosto 1897 – vicino ad Alessandria d'Egitto, 7 agosto 1942) è stato un generale britannico.
Ufficiale britannico durante la seconda guerra mondiale, partecipò con distinzione alle numerose e alterne campagne di guerra nel deserto libico e egiziano contro le pericolose forze italo-tedesche del generale Erwin Rommel. Personalità notevole, molto apprezzata dalle truppe, Gott era un grande esperto di guerra nel deserto e di mezzi corazzati e mantenne sempre grande prestigio nell'esercito britannico, esercitando con impegno e energia il comando successivo di brigate, divisioni e corpi d'armata dal 1940 al 1942.
Rimase ucciso nell'abbattimento del suo aereo colpito da un caccia tedesco , quando era già stato designato da Winston Churchill per assumere il comando dell'Ottava armata britannica sul fronte di El Alamein.

## Biografia

### Guerra nel deserto
All'inizio della seconda guerra mondiale, Gott ebbe il comando del 7º Support Group, il raggruppamento motorizzato di sostegno della famosa 7ª Divisione corazzata britannica assegnata alla Western Desert Force del generale O'Connor schierata nel deserto egiziano per affrontare la minaccia offensiva delle forze italiane in Libia del maresciallo Graziani.
Dopo la ritirata iniziale, le forze britanniche, molto più mobili e efficienti, ebbero presto il sopravvento durante l'Operazione Compass (dicembre 1940) che si trasformò in un'offensiva generale e si concluse nel febbraio 1941 con un totale successo e con l'occupazione di tutta la Cirenaica libica. Gott partecipò a questa esaltante avanzata, guidata soprattutto dalle colonne meccanizzate della 7ª Divisione corazzata.

### DaCrusadera Gazala
Considerato un esperto di carri armati e di guerra nel deserto, tenne il comando della 7ª Divisione corazzata, i famosi "Topi del deserto", durante la difficile e confusa operazione Crusader; le sue forze, costituite da tre brigate corazzate con oltre 450 carri armati, furono impegnate in continue battaglie nel deserto della Marmarica contro i mezzi corazzati italo-tedeschi. Dopo scontri dall'esito alterno e pesanti perdite per entrambe le parti, il generale Gott riuscì ad avere la meglio; Tobruk fu sbloccata e il generale Rommel dovette ordinare la ritirata.

### La morte
Dopo la ritirata su El Alamein, Gott era il comandante designato da Churchill per prendere il comando della VIII Armata in sostituzione del generale Auchinleck dopo le gravi sconfitte subite. Un tragico incidente avrebbe interrotto prematuramente la carriera e la vita di William Gott (promosso tenente-generale).
Il 7 agosto 1942 il generale era a bordo di un aereo da trasporto Bristol Bombay del No. 216 Squadron in viaggio verso il Cairo che venne attaccato, mentre volava isolato a 150 metri di quota a sud-sudest di Alessandria, da uno schwarm formato da quattro Bf 109 del 5. staffeln del II/JG 27, guidati dall'Oberfeldwebel Emil Clade. I caccia tedeschi calarono sul Bombay da 6.000 metri di quota. L'aereo da trasporto venne colpito subito dal fuoco dei Bf 109 e il sergente H. G. James, pilota del Bombay tentò un atterraggio d'emergenza nel deserto. Mentre i passeggeri e l'equipaggio cercavano di uscire dal Bristol Bombay, il sottufficiale Bernhard Schneider effettuò un passaggio a volo radente e mitragliò l'aereo; furono uccisi 17 militari britannici tra cui il generale Gott.
Alla testa della VIII Armata sarebbe stato nominato al suo posto il candidato del Capo dello Stato Maggiore Imperiale Alan Brooke, Bernard Law Montgomery, che avrebbe poi diretto la vittoriosa battaglia di El Alamein e sarebbe così diventato il generale britannico più famoso di tutta la guerra.